# Sommet de l'OTAN

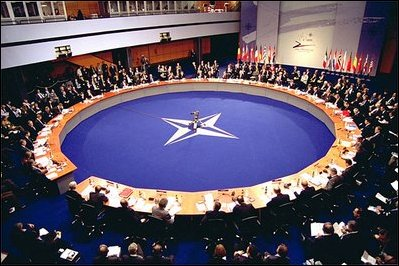
Sommet de l'OTAN à Prague en 2002.

Un sommet de l'Organisation du traité de l'Atlantique nord (ou sommet de l'OTAN) est un sommet réunissant les chefs d'État ou de gouvernement des pays signataires du traité de l'Atlantique nord et membres de l'Otan, pour évaluer et mettre à jour la stratégie de l'alliance.
Les sommets de l'OTAN ne sont pas des réunions régulières comme le sont les plus fréquentes réunions du Conseil de l'Atlantique nord au niveau ministériel, mais sont des moments importants dans le processus de prise de décisions de l'Alliance à haut-niveau. Les sommets voient souvent l'introduction de nouvelles politiques, l'invitation de nouveaux membres, le lancement de nouvelles initiatives ou la construction de partenariats avec des pays non membres.

## Liste des sommets
Depuis la création de l'Alliance en 1949, il s'est tenu trente-cinq sommets selon la liste publiée par l'OTAN.
Les chefs d’État et de gouvernement des pays membres de l’OTAN se sont réunis pour la première fois lors de la cérémonie de signature du Traité de l’Atlantique Nord, le 4 avril 1949. Le premier sommet s’est tenu à Paris huit ans plus tard, en 1957, et les sommets ultérieurs ont eu lieu à des moments clés de l’histoire de l’Alliance.
Les documents de l'OTAN excluent de la liste des sommets le sommet du quartier général de l'OTAN de 2001. Ils excluent également le sommet de Bruxelles en mai 2017 organisé pour inaugurer le nouveau siège de l'OTAN. Le sommet de Paris de 1997, consacré à la signature de l'Acte fondateur de la relation entre l'OTAN et la Russie, et le sommet de Rome de 2002, fondateur du Conseil OTAN-Russie, ne sont pas toujours comptés dans les documents publiés, car il ne s'agit pas de sommets au cours desquels les membres de l'Alliance débatent et décident de leurs politiques conjointes. En les comptant, le Sommet de Bruxelles en juillet 2018 est le vingt-huitième sommet de l'OTAN.
|    | Sommet                                    | Date                   | Ville hôte                       | Pays                 | Commentaires |
| -- | ----------------------------------------- | ---------------------- | -------------------------------- | -------------------- | --- |
| 1  | Sommet de Paris 1957                      | 16 au 19 décembre 1957 | Paris                            | France               | Réaffirmation des principes, des buts et de l’unité de l’Alliance Atlantique. Amélioration de la coordination et de l’organisation des forces de l’OTAN et des dispositions de consultation politique. Reconnaissance de la nécessité de liens économiques plus étroits et d’une coopération dans l’esprit de l’Article 2 du Traité, visant à éliminer les conflits au niveau des politiques économiques internationales et à encourager la collaboration économique. |
| 2  | Sommet de Bruxelles 1974                  | 26 juin 1974           | Bruxelles                        | Belgique             | Signature de la "Déclaration sur les relations atlantiques" qui réaffirme l’attachement des pays membres de l’Alliance aux buts et aux idéaux du Traité en cette année marquant le 25e anniversaire de sa signature. Consultations sur les relations est-ouest en vue des pourparlers au sommet entre les États-Unis et l’URSS sur la limitation des armes nucléaires stratégiques.                                                                                   |
| 3  | Sommet de Bruxelles 1975                  | 29 et 30 mai 1975      | Bruxelles                        | Belgique             | Affirmation de la cohésion alliée face aux pressions économiques internationales qui ont suivi la crise pétrolière de 1974. Soutien marqué en faveur de l’aboutissement des négociations menées dans le cadre de la Conférence sur la sécurité et la coopération en Europe (CSCE) (qui devaient conduire, en août 1975, à la signature de l’Acte final d’Helsinki).                                                                                                   |
| 4  | Sommet de Londres 1977                    | 10 et 11 mai 1977      | Londres                          | Royaume-Uni          | Lancement de l’étude des tendances à long terme dans les relations est-ouest et d’un Programme de défense à long terme (LTDP) visant à améliorer la capacité défensive des pays membres de l’OTAN. |
| 5  | Sommet de Washington 1978                 | 30 et 31 mai 1978      | Washington                       | États-Unis           | Examen des résultats des initiatives à long terme prises au sommet de Londres de 1977. Adoption de l’objectif de 3 % pour la croissance des dépenses de défense. |
| 6  | Sommet de Bonn 1982                       | 10 juin 1982           | Bonn                             | Allemagne de l'Ouest | Adhésion de l’Espagne. Adoption de la Déclaration de Bonn exposant un programme en six points pour la paix dans la liberté. Publication d’une déclaration concernant les buts et les politiques de l’Alliance en matière de maîtrise des armements et de désarmement et d’une Déclaration sur la défense intégrée de l’OTAN. |
| 7  | Sommet de Bruxelles 1985                  | 21 novembre 1985       | Bruxelles                        | Belgique             | Réunion extraordinaire du Conseil de l’Atlantique Nord pour des consultations avec le président Reagan sur l’issue positive du Sommet tenu à Genève entre les États-Unis et l’URSS sur la maîtrise des armements et d’autres domaines de coopération. |
| 8  | Sommet de Bruxelles 1988                  | 2 et 3 mars 1988       | Bruxelles                        | Belgique             | Réaffirmation des buts et des principes de l’Alliance et de ses objectifs concernant les relations est-ouest. Adoption d’un projet pour le renforcement de la stabilité dans l’ensemble de l’Europe par le biais de négociations sur la maîtrise des armements conventionnels. |
| 9  | Sommet de Bruxelles 1989                  | 29 et 30 mai 1989      | Bruxelles                        | Belgique             | Après les changements fondamentaux intervenus en Europe centrale et orientale, et dans la perspective de la fin de la division de l’Europe, le président Bush tient des consultations avec les dirigeants de l’Alliance au lendemain de sa réunion au sommet avec le président Gorbatchev. |
| 10 | Second sommet de Bruxelles 1989           | 4 décembre 1989        | Bruxelles                        | Belgique             | Après la chute du mur de Berlin et le sommet de Malte entre George H. W. Bush et Mikhaïl Gorbatchev, les dirigeants de l'Alliance définissent de premières orientations relatives à leur politique vis-à-vis des changements à l'Est et le futur de l'Alliance. |
| 11 | Sommet de Londres 1990                    | 5 et 6 juillet 1990    | Londres                          | Royaume-Uni          | Publication de la Déclaration de Londres sur une Alliance de l’Atlantique Nord rénovée, où sont formulées des propositions visant au développement de la coopération avec les pays d’Europe centrale et orientale dans une large gamme d’activités politiques et militaires, dont l’établissement d’une liaison diplomatique régulière avec l’OTAN. |
| 12 | Sommet de Rome 1991                       | 7 et 8 novembre 1991   | Rome                             | Italie               | Publication du nouveau Concept stratégique de l’Alliance, de la Déclaration de Rome sur la paix et la coopération et de déclarations sur les développements en Union soviétique et la situation en Yougoslavie. |
| 13 | Sommet de Bruxelles 1994                  | 10 et 11 janvier 1994  | Bruxelles                        | Belgique             | Lancement de l’initiative du Partenariat pour la paix (PPP). Tous les pays partenaires du CCNA et les États de la CSCE sont invités à y participer. Approbation du concept de Groupes de forces interarmées multinationales (GFIM) et d’autres mesures visant à développer l’Identité européenne de sécurité et de défense. L’Alliance réaffirme qu’elle est prête à effectuer des frappes aériennes à l’appui des objectifs des Nations unies en Bosnie-Herzégovine. |
| 14 | Sommet de Paris 1997                      | 27 mai 1997            | Paris                            | France               | Signature de l'Acte fondateur sur les relations, la coopération et la sécurité mutuelles entre l'OTAN et la fédération de Russie. |
| 15 | Sommet de Madrid 1997                     | 8 et 9 juillet 1997    | Madrid                           | Espagne              | La Hongrie, la Pologne et la République tchèque sont invitées à entreprendre des pourparlers d’adhésion. Reconnaissance de l’avancée et des engagements représentés par l’Acte fondateur OTAN-Russie. Signature de la Charte sur un partenariat spécifique entre l’OTAN et l’Ukraine. Actualisation du Concept stratégique de 1991. Déclaration spéciale sur la Bosnie-Herzégovine.                                                                                   |
| 16 | Sommet de Washington 1999                 | 23 au 25 avril 1999    | Washington                       | États-Unis           | Célébration du 50e anniversaire de l’Alliance. Le Sommet de Washington est le deuxième à se tenir dans la capitale des Etats-Unis et la quinzième réunion officielle du Conseil de l’Atlantique Nord à se tenir à ce niveau. |
| *  | Réunion spéciale de Bruxelles 2001        | 13 juin 2001           | Bruxelles (GQG de l'OTAN)        | Belgique             | Première participation de George W. Bush à une courte réunion des dirigeants des pays membres de l'Otan, où les deux thèmes principaux abordés sont les projets américains dans le domaine de la défense antimissiles et la situation dans les Balkans. |
| 17 | Sommet de Rome 2002                       | 28 mai 2002            | Rome                             | Italie               | Signature avec la Russie de l'accord fondant le Conseil OTAN-Russie, qui remplace le dispositif de coopération instauré lors du sommet de Paris en mai 1997. |
| 18 | Sommet de Prague 2002                     | 21 et 22 novembre 2002 | Prague                           | République tchèque   | Premier sommet de l'OTAN à se tenir dans un ancien pays du Pacte de Varsovie, la Bulgarie, l’Estonie, la Lettonie, la Lituanie, la Roumanie, la Slovaquie et la Slovénie sont invitées à entamer des pourparlers d'adhésion, la décision d'engager les moyens de l'Otan dans la guerre d'Afghanistan est prise. |
| 19 | Sommet d'Istanbul 2004                    | 28 et 29 juin 2004     | Istanbul                         | Turquie              | Évocation du système de défense antimissile de l’OTAN. |
| 20 | Sommet du quartier général de l'OTAN 2005 | 22 février 2005        | Grand quartier général de l'OTAN | Belgique             | Les dirigeants réaffirment leur soutien à l'instauration de la stabilité dans les Balkans, en Afghanistan et en Iraq, et s'engagent à renforcer le partenariat entre l’OTAN et l’Union européenne. |
| 21 | Sommet de Riga 2006                       | 28 et 29 novembre 2006 | Riga                             | Lettonie             | Premier sommet de l'OTAN dans une ancienne république soviétique. |
| 22 | Sommet de Bucarest 2008                   | 2 au 4 avril 2008      | Bucarest                         | Roumanie             | La Croatie et l'Albanie sont invitées à rejoindre l'alliance. La Macédoine n'est pas invitée à cause de la dispute sur son nom avec la Grèce. Il est décidé de revoir la demande de la Géorgie et de l'Ukraine de rejoindre le Plan d'action d'adhésion à l'Alliance en décembre 2008. |
| 23 | Sommet de Strasbourg-Kehl 2009            | 3 et 4 avril 2009      | Strasbourg Kehl/Baden-Baden      | France Allemagne     | Marque le 60e anniversaire de l'Otan et le retour de la France dans le commandement militaire intégré. |
| 24 | Sommet de Lisbonne 2010                   | 19 et 20 novembre 2010 | Lisbonne                         | Portugal             | Concept stratégique pour les années 2010, situation en Afghanistan. Décision de diminuer d'au moins 35 % les effectifs de la structure permanente de l'Alliance. |
| 25 | Sommet de Chicago 2012                    | 20 et 21 mai 2012      | Chicago                          | États-Unis           | Retrait d’Afghanistan prévu pour fin 2014 ; soutien à la mission de sécurité au Kosovo ; évocation de potentiels élargissements à l’est européen ; souhait d’un partenariat stratégique avec la Russie ; capacités de cyberdéfense et de dissuasion. |
| 26 | Sommet de Newport 2014                    | 4 et 5 septembre 2014  | Newport                          | Royaume-Uni          | |
| 27 | Sommet de Varsovie 2016                   | 8 et 9 juillet 2016    | Varsovie                         | Pologne              | Le Monténégro est invité à rejoindre l'organisation. |
| *  | Sommet de Bruxelles 2017                  | 25 mai 2017            | Bruxelles                        | Belgique             | Inauguration du nouveau siège de l'OTAN. |
| 28 | Sommet de Bruxelles 2018                  | 11 et 12 juillet 2018  | Bruxelles                        | Belgique             | Décisions relatives à l'organisation de l'OTAN et au déploiement de ses moyens en Europe et en Irak. |
| *  | Sommet de Londres 2019                    | 3 et 4 décembre 2019   | Londres                          | Royaume-Uni          | Sommet à l'occasion du 70e anniversaire de l'Alliance. |
| 29 | Sommet de Bruxelles 2021                  | 14 juin 2021           | Bruxelles                        | Belgique             | Le sommet accueille la Macédoine du Nord comme nouveau membre. |
| 30 | Sommet de l'OTAN virtuel 2022             | 25 février 2022        | Visio- conférence                | –                    | Sommet en visioconférence au lendemain du début de l'invasion russe en Ukraine. |
| 31 | Sommet de Bruxelles 2022                  | 24 mars 2022           | Bruxelles                        | Belgique             | Sommet extraordinaire dédié aux conséquences de l'invasion de l'Ukraine par la Russie. |
| 32 | Sommet de Madrid 2022                     | 29 et 30 juin 2022     | Madrid                           | Espagne              | La Finlande et la Suède sont invitées à rejoindre l'Alliance atlantique, un nouveau concept stratégique est adopté. |
| 33 | Sommet de Vilnius 2023                    | 11 et 12 juillet 2023  | Vilnius                          | Lituanie             | |
| 34 | Sommet de Washington 2024                 | 9 au 11 juillet 2024   | Washington                       | États-Unis           | |
| 35 | Sommet de La Haye 2025                    | 24 et 25 juin 2025     | La Haye                          | Pays-Bas             | |

## Dans la culture populaire
- L'épisode 20 de la saison 1 de la série télévisée américaine Designated Survivor fait se dérouler pendant plusieurs scènes un sommet de l'OTAN.